# Albert II van Tirol
Albert II van Tirol (overleden rond 1125) was van 1100 tot aan zijn dood graaf van Tirol. Hij behoorde tot het huis Tirol, waarvan hij de stamvader was.

## Levensloop
Albert II was de zoon van graaf Albert I van Tirol, die gedocumenteerd werd als graaf met Beierse landerijen in het Inndal, het Wipptal en het Eisacktal in de oostelijke Alpen. 
Na de dood van zijn vader rond het jaar 1100 erfde Albert II diens heerlijkheden in de Alpen. Tijdens de hevige Investituurstrijd koos hij de zijde van keizer Hendrik IV tegen de Beierse hertog Welf IV. Als dank hiervoor kreeg Albert II van de keizer een ruime autonomie.
Onder Albert II begon de constructie van het kasteel van Tirol, dat rond 1160 - onder zijn zoon Berthold I - werd afgewerkt.

## Huwelijk en nakomelingen
Albert II was gehuwd met Adelheid (overleden in 1153), dochter van graaf Berthold van Dießen-Andechs. Ze kregen twee zonen:
- Albert III (overleden in 1165), graaf van Tirol
- Berthold I (overleden in 1180), graaf van Tirol